# Étienne de Flacourt

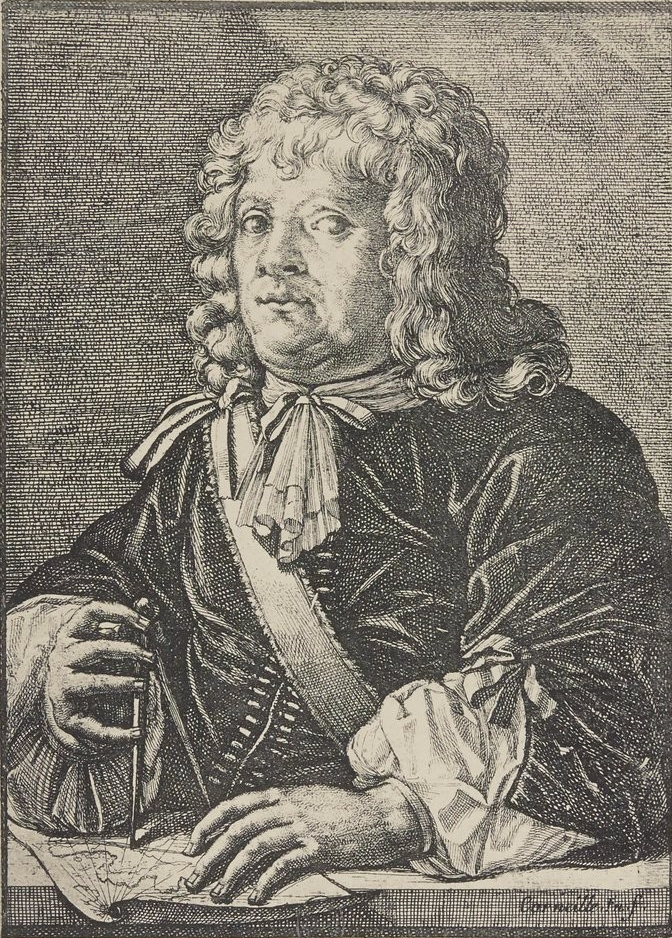
Étienne de Flacourt

Étienne de Flacourt (* 1607 in Orléans; † 10. Juni 1660 vor Lissabon) war ein adliger Naturforscher, Historiker und Geograph.

## Leben
Von 1648 bis 1655 hatte Flacourt für die Französische Ostindienkompanie das Amt des Gouverneurs von Madagaskar inne. Hier stellte er zuerst die Ordnung unter den französischen Soldaten wieder her, die gemeutert hatten. Seine Verhandlungen mit den Einwohnern von Madagaskar waren weniger erfolgreich. Ihre Intrigen und Angriffe beschäftigten ihn während seiner gesamten Amtszeit. 1655 kehrte Flacourt nach Frankreich zurück. Kurz darauf wurde er zum General der Ostindischen Kompanie ernannt und ging wieder nach Madagaskar. Während der Heimfahrt von dort ertrank Flacourt auf der Höhe von Lissabon am 10. Juni 1660.
Flacourt war der wichtigste Chronist Madagaskars seiner Zeit. Die Geschichtsschreibung schreibt ihm die zweite oder dritte Besitzergreifung der Insel Réunion im Indischen Ozean zu.

## Ehrungen
Aufgrund seiner Pflanzenbeschreibungen, etwa der erstmals greifbaren Erwähnung der Kannenpflanzen, wurde die Pflanzenfamilie Flacourtiaceae Rich. ex DC. nach ihm benannt, deren Nominatgattung Flacourtia Comm. ex L'Hér. 1786 aufgestellt wurde.

## Werk
- Étienne de Flacourt: Histoire de la grande isle Madagascar, Paris 1661 (online bei Gallica).

## Nachweise

## = Weblinks
=
- Étienne de Flacourt: Histoire de la grande isle Madagascar. 1661. (PDF, Französisch)